# Kwas cytronelowy
Kwas cytronelowy – organiczny związek chemiczny z grupy kwasów karboksylowych, pochodna cytronelolu. Izomer geometryczny S tego związku występuje w drewnie Callitris glaucophylla.